# 君に伝えたストーリー
「君に伝えたストーリー」（きみにつたえたストーリー）は、Qyotoの4枚目のシングル。2019年7月31日にアリオラジャパンより発売。

## 解説
表題曲はytv制作・日テレ系アニメ「MIX」エンディング・テーマ。プロデュースは長戸大幸。
「君に恋を、心に夏を」はKBS京都、TOKYO MX「京都恋検定」主題歌。

## 収録曲
全編曲：Qyoto、鶴澤夢人
1. 君に伝えたストーリー
作詞：中園勇樹　作曲：Qyoto、宮崎諒
2. 君に恋を、心に夏を
作詞：中園勇樹　作曲：Qyoto、須藤智之
3. タッチ（原曲：岩崎良美）
作詞：康珍化　作曲：芹澤廣明
4. 君に伝えたストーリー -TV Size-
期間限定生産盤のみ収録。

### 初回限定盤DVD
1. 君に伝えたストーリー MUSIC VIDEO
2. 君に伝えたストーリー MUSIC VIDEO -making-
3. 君に恋を、心に夏を MUSIC VIDEO